# カジキ

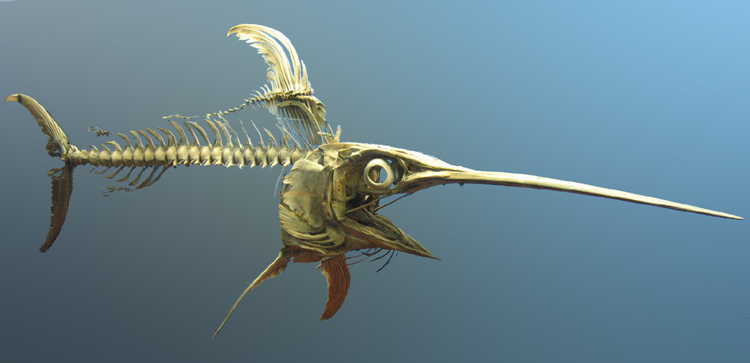
メカジキの骨格標本

カジキ（梶木、舵木、旗魚、羽魚、鮙）は、バショウカジキ目 （Istiophoriformes）のカジキ亜目（Xiphioidei）に分類される魚の総称。温暖な海を高速で遊泳する大型肉食性海水魚で、いずれも上顎が剣のように長く鋭く伸びて「吻」（ふん）を形成しており、食用やトローリングによるスポーツフィッシングの対象魚とされる。
カジキ亜目はメカジキ科（Xiphiidae）とバショウカジキ科（Istiophoridae）の2科からなる。分類によってはサバ亜目に含めたり、カジキ上科（Xiphioidea）としたりもする。全世界に10-12種が分布し、このうち日本近海にはメカジキ、マカジキ、バショウカジキ、フウライカジキ、シロカジキ、クロカジキの6種が生息する。
しばしば「カジキマグロ」と呼称されるが、同じスズキ目でもサバ科であるマグロとは異なる分類群である。

## 呼称
「カジキ」という和名は、その吻で舵木（船の舵をとる硬い木板）を突き通すことから舵木通し（カジキドオシ）と呼ばれ、それを略したものとする説が有力である。
英語では"Billfish"（ビルフィッシュ : 「嘴魚」の意）と呼ぶが、マカジキ科のみを"Billfish"とすることもある。また、メカジキは"Swordfish"（ソードフィッシュ : 剣魚）、バショウカジキ類は"Sailfish"（セイルフィッシュ : 帆魚）、マカジキ・クロカジキ類は"Marlin"（マーリン）、フウライカジキ類は"Spearfish"（スピアフィッシュ : 槍魚）という呼び分けもされている。

## 形態
大型種では全長4 m 以上・体重700 kg に達する。小型種でも成熟すると全長1mを超える。
いずれも上顎が剣のように長く鋭く伸びて「吻」（ふん）を形成しており、他の魚とは見分けがつき易い。吻の形状は、メカジキ科では上下にやや扁平な剣型、マカジキ科では円錐形の槍型である。餌の魚などを捕食する際は吻を振り回して獲物を殴打し、気絶、あるいは致命傷を負って瀕死の状態になった獲物を捕食する。吻はまた大型のサメ類から身を守るのにも用いられ、特に成魚の一突きは十分な致命傷を与えられる。
カジキ類は水中における最速のスプリンターである。水中ゆえに最高遊泳速度を正確に測定することは難しいが、種によっては時速100km 以上に達すると考えられている。バショウカジキのトップスピードなら、25m プールを1 秒以内で駆け抜ける速さに相当する。水中で最も速く泳ぐことのできる動物として、ギネスブックにも記載されている。その体には高速遊泳に適応した構造や機能がいくつか見られる。
- 多くの高速遊泳魚に共通することであるが、体は流線型（紡錘形）をしており水の抵抗を受けにくい。
- 筋肉に奇網という熱交換器官を備え、周りの海水よりも体温を高く保つことができる。これは水温が低いと筋肉の動きが鈍くなるという、変温動物である魚の短所を克服している。
- 第一背鰭（せびれ）と臀鰭（しりびれ）には、鰭を格納するための溝がある。高速遊泳時にはこの溝に鰭を収納し、ブレーキをかける時に鰭を大きく広げる。
- 腹鰭が退化傾向である。マカジキ科は2本の細い帯状になっており、メカジキは腹鰭が無い。
- 鎌のような三日月型の尾鰭（おびれ）は、長時間の持続的遊泳と短時間の爆発的遊泳の両方に適した形状である。
- 尾鰭のつけ根（尾柄 : びへい）には水平隆起線があり、遊泳時には小さな翼となって水から揚力を得ると同時に、横揺れを防ぐ効果もある。マカジキ科には2 対、メカジキ科には1 対の水平隆起線がある[4]。
- 体の後半部には強靭な筋肉が発達し、これと柔軟な背骨を左右にしならせて推進力を得る。

## 生態
温暖な海を高速で遊泳する大型肉食魚で、世界中の海に広く分布する。通常は暖海域の外洋表層部を泳ぎ、餌を追って回遊する。一匹か数匹の群で行動し、つがいの絆が強いことが知られている。食物連鎖の上位に位置し、イワシやニシン、トビウオ、アジ、サバといった小魚やカツオ・マグロ類、頭足類、甲殻類などを食べる。メカジキはより冷たい海域にも進出し、深海海底付近でメヌケ類を捕食することがある。
産卵期は5月-9月で、分離浮性卵を産卵する。産卵期には普段沖合にいるカジキが沿岸にやってくるので、この時期に合わせてカジキ釣り大会が催される。
カジキ類は船と衝突することが時折あり、イギリスの軍艦が浸水の原因を調べると、船底にメカジキの吻が突き刺さっていたという逸話がある。「メカジキは気性が荒く、船を攻撃する事すらある」ことの証明とされているが、これらに関してはカジキ類がその高速遊泳能力ゆえに船を避けきる事ができずに「衝突」したに過ぎない、という考察もある。

### 危険性
アメリカ海洋大気庁によると、水中の生物やボート、調査用の潜水艇などの物体をメカジキをはじめとしたカジキ類が攻撃するのは珍しくないという。また、鮫に比べれば事故例は少ないが、漁獲などの際にも、その巨体と吻により攻撃され、人が死亡した事例もある。

## 人間との関わり

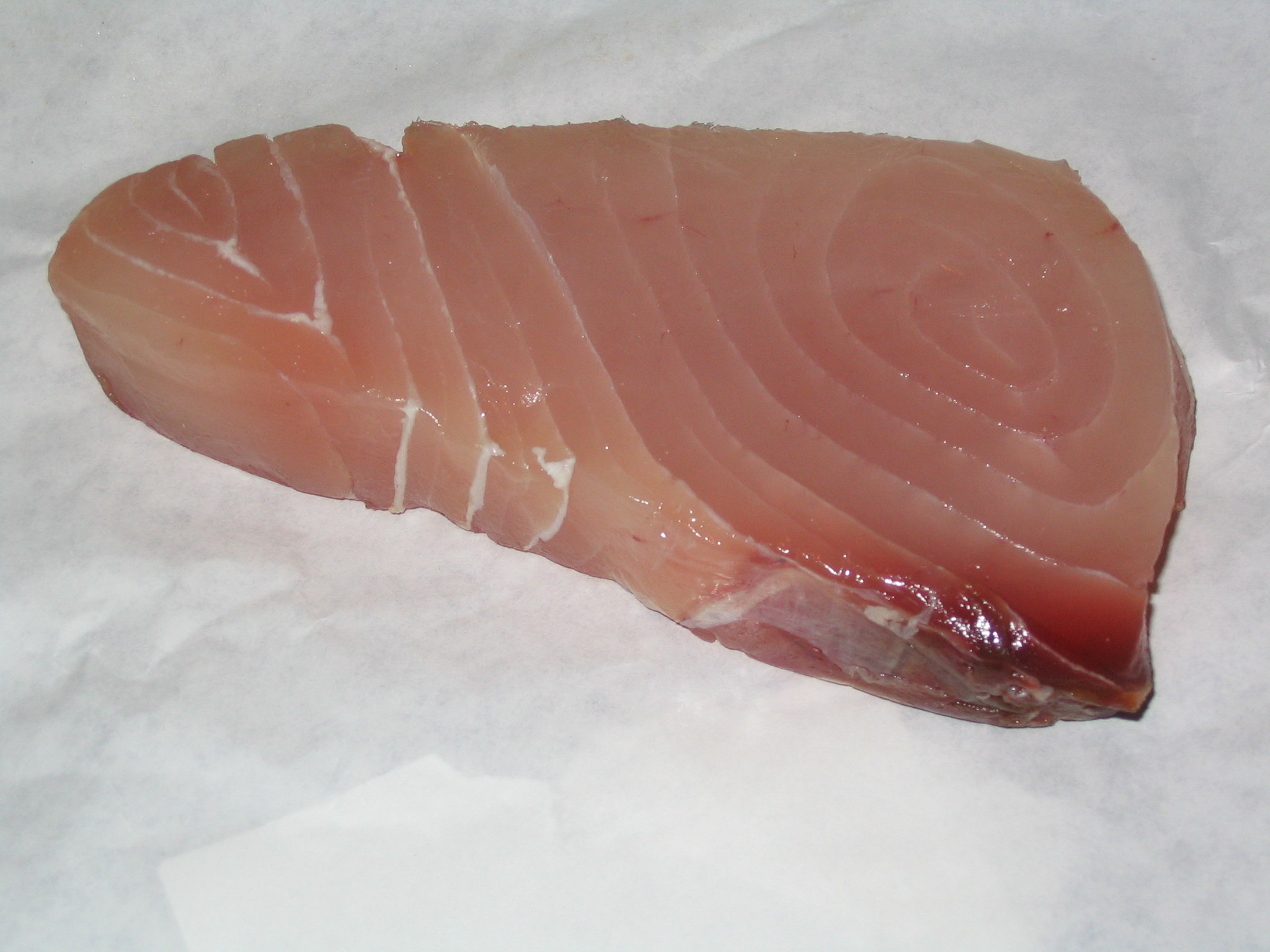
ニシクロカジキの切り身

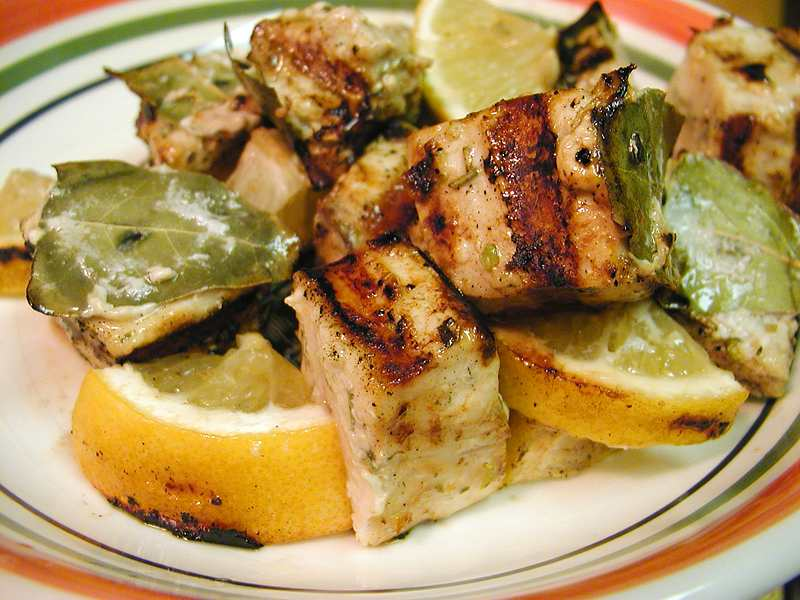
メカジキのマリネ

各国で食用にされ、中でもマカジキとメカジキが多く利用されている。水産物市場では吻を切り落とされたカジキが横たわった状態で並べられている姿を見ることが出来る。カジキマグロという呼び名で取引されることも多いが、マグロとの類似点が多いことからつけられた俗称であって、先述した通りマグロとは別種である。
マグロ延縄（はえなわ）で捕られることが多いが、伝統的な突きん棒漁も行われている。これは船の見張り台でカジキの魚影を探し、水面近くで遊泳しているカジキを銛（もり）で突くというものである。現代では銛の先端から電流を流し失神させる漁も行われている。
アメリカ合衆国の小説家アーネスト・ヘミングウェイの『老人と海』(1952年)では、年老いた漁師サンチャゴと巨大カジキの3日間に及ぶ奮闘が描かれている。
スーパーマーケットなどでは切り身にして売られることが多いが、新鮮なものは刺身で食べる事もあり、日本では刺身を昆布で挟んだ昆布締めでも食される。家庭料理としてはソテーや照り焼きもしくはフライなどの揚げ物にして食べるのが一般的。台湾では粥に入れたり、スープにしたりもする。
他方、カジキは食物連鎖の上位にいることから、その体内には有害な化学物質が蓄積しやすく（生物濃縮）、マグロと同様に水銀の蓄積が問題視されている。また、漁獲後に常温で保管するとヒスタミン食中毒（アレルギー様食中毒）を招く場合があるので、衛生状態には注意しなければならない。
多くはスポーツ・フィッシングの対象魚となっており、針にかかったときの引きとジャンプが釣り人を魅了しており、日本近海では太平洋・インド洋産のカジキ類6種が全て見られることから、Japan Game Fish Association（JGFA）による大会や、カジキを狙ったトローリングが盛んである。外国人漁業の規制に関する法律の施行細則（農林水産省の省令）が2022年8月3日に改正され、茨城県大洗町沖でのカジキ釣り大会は同月27－28日開催から国際大会となった。

## 分類
カジキ類をサバ亜目 Scombroidei に含めることもあるが、2科が姉妹群でサバ亜目の他の科より離れていることから、独立したカジキ亜目（Xiphioidei）にすることが多くなった。
さらに Collette et al. は従来のフウライカジキ属（マカジキ属とも） Tetrapturus、クロカジキ属 Makaira が単系統ではないことを示し、フウライカジキ属からマカジキ属 Kajikia、クロカジキ属からシロカジキ属 Istiompax をそれぞれ分離した。共に以前はシノニムとされていた属名である。ITISはこの属分類を採用しており、ここでもそれにならった。従来の属分類での種名はシノニムとして添えた。
種分類については、Collette et al. やITISは現生10種を認めているが、ここでは12種に分けた。10種とする場合、クロジカジキ属とバショウカジキ属について、大西洋の種と太平洋・インド洋の種を分けず、世界中に1種のみを認める。クロカジキ属はクロカジキ Makaira nigricans、バショウカジキ属はバショウカジキ Istiophorus platypterus のみとなる。特にバショウカジキは1種とされることが多い。
- メカジキ科 Xiphiidae
  - メカジキ属 Xiphias
    - メカジキ X. gladius (Linnaeus, 1758) - 英名 Sword fish。体長4m。全世界の海洋に分布。気性が荒く、自分より大きいクジラや船を攻撃することもある。他のカジキと異なり、腹鰭と鱗が無い・第一背鰭基底が短い・尾柄の水平隆起線が1対しかない・吻が扁平などの特徴がある。1種のみで1科1属を構成する。
- バショウカジキ科 Istiophoridae
  - バショウカジキ属 Istiophorus Lacepède, 1801
    - ニシバショウカジキ I. albicans (Latreille, 1804)
    - バショウカジキ I. platypterus (Shaw,1792) - 英名 Sailfish(または Indo-Pacific sailfish)。体長3m。名前通り帆のような大きな背鰭を持つ。全魚類中で最も速く泳げる魚でもある。

  - クロカジキ属 Makaira Lacepède, 1802
    - クロカジキ M. mazara (Jordan et Snyder, 1901) - 英名 Indo-Pacific blue marlin(または Blue marlin)。体長4.5m。クロカワとも。マカジキと同様、青いストライプが入る。
    - ニシクロカジキ M. nigricans (Lacepède, 1802)

  - フウライカジキ属 Tetrapturus Rafinesque, 1810
    - フウライカジキ T. angustirostris (Tanaka, 1915) - 英名 Shortbill spearfish。体長2m。これでもカジキの中では小型種である。またカジキ類で最も吻が短い。
    - クチナガフウライ T. pfluegeri (Robins et de Sylva, 1963)
    - チチュウカイフウライ T. belone (Rafinesque, 1810)
    - ラウンドスケール・スピアフィッシュ T. georgii (Lowe, 1841)

  - シロカジキ属 Istiompax Whitley, 1931
    - シロカジキ I. indica (Cuvier, 1832) syn.Makaira indica (Cuvier, 1832) - 英名 Black marlin。体長4m。別名カツオクイ。体色の捉え方が和名と英名で正反対だが、英名は生体、和名は死後の体色に由来するためである。最大700kg以上と、カジキ類中最重量を誇る。

  - マカジキ属 Kajikia Hirasaka et Nakamura, 1947
    - ニシマカジキ K. albida (Poey, 1860) syn. Tetrapturus albidus (Poey, 1860)
    - マカジキ K. audax (Philippi, 1887) syn. Tetrapturus audax (Philippi, 1887) - 英名 Striped marlin。体長4m。青い縞模様が特徴で英名もこれに由来する。古来より日本の食文化になじみ深く、カジキの中で最も美味とされている。旬は冬。

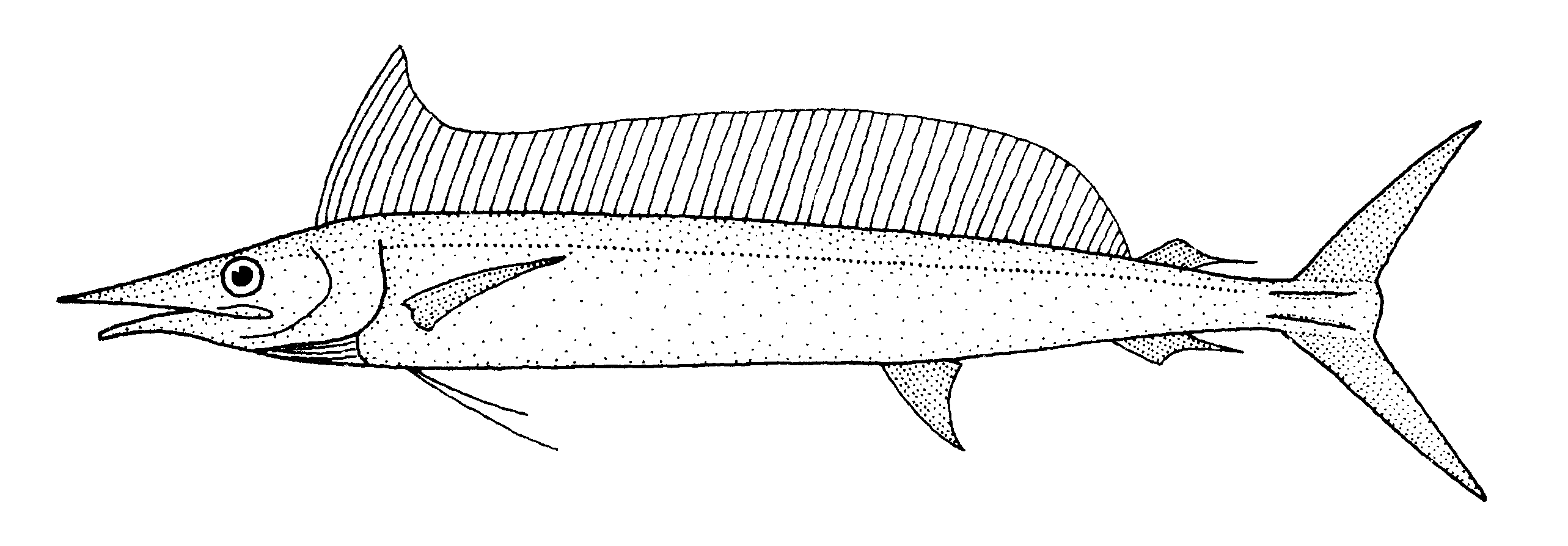
フウライカジキ
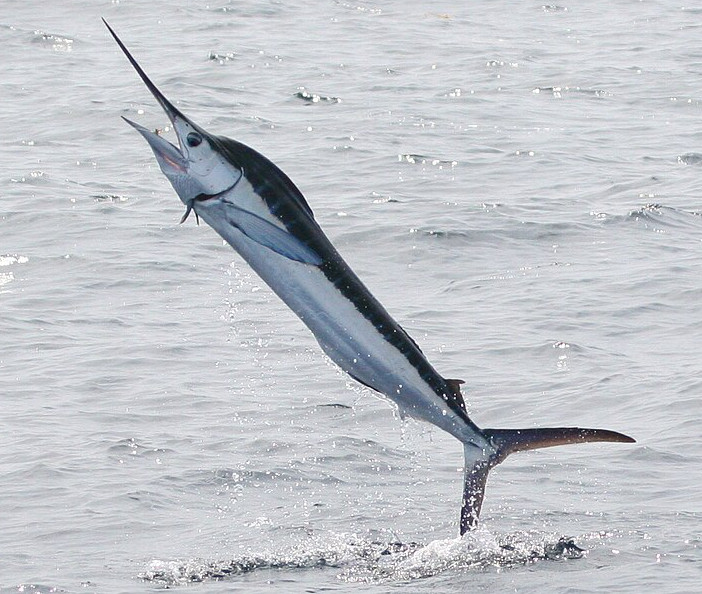
ニシマカジキ
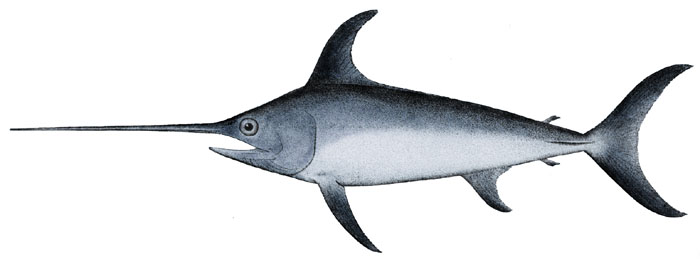
メカジキ

## 系統
次のような系統樹が得られている。

|  | バショウカジキ属 |
|  |                  |
|  | クロカジキ属     |
|  |                  |

|  | フウライカジキ属                                            |
|  |                                                             |
|  | \| \| シロカジキ属 \| \| \| \| \| \| マカジキ属 \| \| \| \| |
|  |                                                             |
|  | シロカジキ属                                                |
|  |                                                             |
|  | マカジキ属                                                  |
|  |                                                             |

|  | シロカジキ属 |
|  |              |
|  | マカジキ属   |
|  |              |

|  | バショウカジキ属 |
|  |                  |
|  | クロカジキ属     |
|  |                  |

|  | フウライカジキ属                                            |
|  |                                                             |
|  | \| \| シロカジキ属 \| \| \| \| \| \| マカジキ属 \| \| \| \| |
|  |                                                             |
|  | シロカジキ属                                                |
|  |                                                             |
|  | マカジキ属                                                  |
|  |                                                             |

|  | シロカジキ属 |
|  |              |
|  | マカジキ属   |
|  |              |

|  | バショウカジキ属 |
|  |                  |
|  | クロカジキ属     |
|  |                  |

|  | フウライカジキ属                                            |
|  |                                                             |
|  | \| \| シロカジキ属 \| \| \| \| \| \| マカジキ属 \| \| \| \| |
|  |                                                             |
|  | シロカジキ属                                                |
|  |                                                             |
|  | マカジキ属                                                  |
|  |                                                             |

|  | シロカジキ属 |
|  |              |
|  | マカジキ属   |
|  |              |

|  | バショウカジキ属 |
|  |                  |
|  | クロカジキ属     |
|  |                  |

|  | フウライカジキ属                                            |
|  |                                                             |
|  | \| \| シロカジキ属 \| \| \| \| \| \| マカジキ属 \| \| \| \| |
|  |                                                             |
|  | シロカジキ属                                                |
|  |                                                             |
|  | マカジキ属                                                  |
|  |                                                             |

|  | シロカジキ属 |
|  |              |
|  | マカジキ属   |
|  |              |